# Langaha pseudoalluaudi
Langaha pseudoalluaudi är en ormart som beskrevs av Domergue 1988. Langaha pseudoalluaudi ingår i släktet Langaha och familjen snokar. Inga underarter finns listade i Catalogue of Life.
Arten förekommer främst på västra Madagaskar och den har dessutom en avskild population vid öns norra spets. Ormen vistas i låglandet mellan 100 och 300 meter över havet. Habitatet utgörs av torra skogar i karstlandskap. Honor lägger ägg.
Intensivt skogsbruk, produktionen av träkol och svedjebruk hotar beståndet. Langaha pseudoalluaudi har fortfarande en stor population. IUCN kategoriserar arten globalt som livskraftig.